# Piet Hoebeke
Piet Hoebeke (1962) is een Belgische hoogleraar en uroloog. Hij werd bekender door de VIER reeks Topdokters en daarnaast ook door zijn deelname aan de Slimste Mens ter Wereld in 2015.

## Biografie
Piet Hoebeke is verbonden aan het UZ Gent als diensthoofd en vakgroepvoorzitter Uro-Gynaecologie.
Hoebeke is tevens fellow bij de European Board of Urology en fellow bij de European Association of Paediatric Urology. Daarnaast is hij ook editor van het medisch vaktijdschrift "Journal of Paediatric Urology".
- Nationale en Universitaire bibliotheek Zagreb: 000690147
- ORCID: 0000-0002-9883-7647
- Virtual International Authority File: 21150565657106252081